# Mirai Moriyama
Mirai Moriyama (Moriyama Mirai?; Kōbe, 20 agosto 1984) è un attore e ballerino giapponese.

## Biografia
Inizia la sua carriera nel 1999, e da allora ha partecipato in ruoli di rilievo in molti dorama e pellicole cinematografiche di successo. Ha frequentato l'università di lingue specializzandosi in spagnolo; sposato dal 2010, ha un figlio.

## Filmografia

### Cinema
- Revolver - Aoi haru, regia di Takeshi Watanabe (2003)
- Sekai no chūshin de, ai o sakebu, regia di Isao Yukisada (2004)
- School Daze, regia di Kentarô Moriya (2005)
- Smile (Sumairu Seiya no Kiseki), regia di Takanori Jinnai (2007)
- One Million Yen Girl (Hyakumanen to Nigamushi Onna), regia di Yuki Tanada (2008)
- 20th Century Boys 1: Beginning of the End, regia di Yukihiko Tsutsumi (2008)
- Fish Story, regia di Yoshihiro Nakamura (2009)
- 20th Century Boys 2: The Last Hope, regia di Yukihiko Tsutsumi (2009)
- 20th Century Boys 3: Redemption, regia di Yukihiko Tsutsumi (2009)
- Surviving the Quake (Sono Machi no Kodomo), regia di Tsuyoshi Inoue (2011)
- Kueki ressha, regia di Nobuhiro Yamashita (2012)
- Kita no Kanariatachi, regia di Junji Sakamoto (2012)
- Ikari, regia di Lee Sang-il (2016)
- Samurai Marathon - I sicari dello shogun (サムライマラソン?), regia di Bernard Rose (2019)
- Inu-Oh, regia di Masaaki Yuasa (2021) - voce
- Il momento per crescere (Bokutachi wa minna otona ni narenakatta), regia di Yoshihiro Mori (2021)
- Shin Kamen Rider, regia di Hideaki Anno (2023)
- Hokage - Ombra di fuoco (Hokage), regia di Shin'ya Tsukamoto (2023)
- Oinaru fuzai, regia di Kei Chika-ura (2023)

### Televisione
- Sayonara, Ozu-sensei - serie TV, (2001)
- Psycho Doctor - serie TV, (2002)
- Saigo no Bengonin - serie TV, (2003)
- Water Boys - serie TV, (2003)
- Honto ni Atta Kowai Hanashi Saigo no Kaimono - serie TV, (2004)
- Itoshi kimi e - serie TV, (2004)
- Last Christmas - serie TV, (2004)
- Kiken na aneki - serie TV, (2005)
- Bokutachi no Sensou - serie TV, (2006)
- Yakusha Damashii - serie TV, (2006)
- Ojiisan-sensei - serie TV, (2007)
- Keiji no Genba - serie TV, (2008)
- Torishimarare Yaku Shinnyu Shain e - serie TV, (2008)
- Rookies - serie TV, (2008)
- Limit - serie TV, (2009)
- Moteki - serie TV, (2010)
- Shokuzai - serie TV, (2012)
- Penance, regia di Kiyoshi Kurosawa - miniserie TV (2012)